# Journal of Economic Growth
O Journal of Economic Growth é um periódico acadêmico revisado por pares que abrange pesquisas em crescimento econômico e macroeconomia dinâmica. Foi criado em 1996 e é publicado pela Springer Science+Business Media. O periódico aborda teorias e seus empíricos e examina toda a gama de áreas temáticas do crescimento econômico, incluindo modelos de crescimento neoclássico e endógeno, crescimento e distribuição de renda, capital humano, fertilidade, comércio, desenvolvimento, migração, dinheiro, economia política, mudança tecnológica endógena, modelos de gerações sobrepostas e flutuações econômicas.
O Journal of Economic Growth está classificado em 4.º lugar entre todos os periódicos no ranking RePEc. De acordo com o Journal Citation Reports, teve um fator de impacto de 3.083 em 2009, classificando-o em 11.º lugar entre 209 periódicos na categoria "Economia". O editor-chefe é Oded Galor (Universidade Brown e Universidade Hebraica).